# Lolita: Vibrator Torture
Lolita: Vibrator Torture è un film del 1987 diretto da Hisayasu Satō ed è appartenente al genere pinku eiga.

## Trama
Un reporter violenta delle ragazzine con un vibratore, le avvelena e ne fotografa gli ultimi agonizzanti momenti. Intanto una studentessa distribuisce volantini per rintracciare il ragazzo che la violò (sempre con un vibratore); dopo aver incontrato casualmente il reporter, si lascia coinvolgere nelle sue macabre imprese.